# Kleine Mistbiene

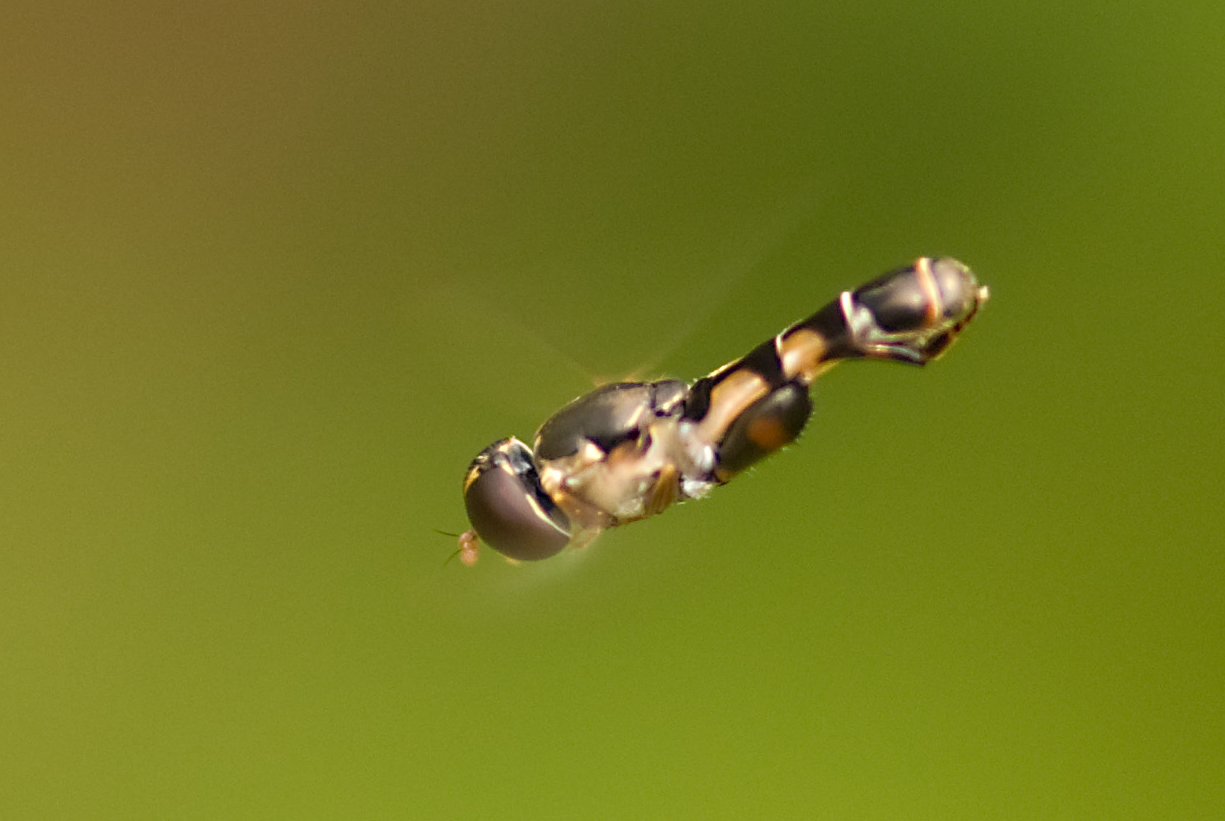
Im Flug

Die Kleine Mistbiene oder Gemeine Keulenschwebfliege (Syritta pipiens) ist eine Fliege aus der Familie der Schwebfliegen (Syrphidae).

## Merkmale
Die Fliegen erreichen eine Länge von 7 bis 9 Millimetern und haben einen sehr schlanken Körperbau. Das Gesicht steht kielförmig vor. Die Stirn des Weibchens ist silberweiß bestäubt mit schwarzem Scheitel. Die kurzen Fühler haben eine rötlich gelbe Färbung, die sich nach vorne hin verdunkelt sowie eine nackte Fühlerborste. Die Brust ist länglich, schwarz und hat seitlich eine aschgraue Bestäubung. Ein sehr markantes Erkennungsmerkmal, weshalb die Kleine Mistbiene kaum mit einer anderen Art zu verwechseln ist, sind die keulenartig verdickten Oberschenkel am hinteren Beinpaar, die an der Unterseite fein bestachelt sind. Der Hinterleib (Abdomen) hat am zweiten und dritten Segment keilförmige, schwarz durchbrochene, gelbe Querbinden. Das vierte Segment ist glänzend schwarz und hat zwei weiße Seitenpunkte am Vorderrand sowie einen gelblich gesäumten Hinterrand.

## Vorkommen
Die Art ist auf der nördlichen Halbkugel verbreitet. Sie ist in Mitteleuropa eine der am weitesten verbreiteten Schwebfliegen. Anzutreffen sind sie an Gewässern, Feuchtbiotopen, Wiesen sowie als Kulturfolger auf Feldern in Parks und Gärten. Die Kleine Mistbiene fliegt von April bis Oktober, in Südeuropa ganzjährig.

## Lebensweise
Die Imagines ernähren sich von toten pflanzlichen Substanzen (Saprophage). Sie fliegen meist tief mit einem charakteristischen Flugmuster, selten über einer Höhe von 1 m und sind Blütenbesucher an verschiedenen Pflanzen. Dort halten sie sich bevorzugt auf Doldenblütlern auf. Die Begattung der Kleinen Mistbiene verläuft in einer Art Rüttelflug und dauert nur maximal fünf Sekunden. Die Larven, so genannte Rattenschwanzlarven, leben koprophag in Kompost, Pferdemist oder Kuhdung sowie in Pflanzenabfällen. Die Art ist polyvoltin, das heißt, sie produziert mehrere Generationen pro Jahr.